# Dalnij Kut
Dalnij Kut (ros. Дальний Кут) – wieś w Rosji, w Kraju Nadmorskim, w rejonie krasnoarmiejskim. W 2010 liczyła 192 mieszkańców.